# Contea di Ning
La contea di Ning (宁县S) è una contea della Cina, situata nella provincia del Gansu.